# Fokko Tiemen Oldenhuis
Fokko Tiemen Oldenhuis (Delfzijl, 1950) is een bijzonder hoogleraar Religie en Recht aan de Rijksuniversiteit Groningen (RUG) en hoofddocent privaatrecht aan diezelfde universiteit. 
In 1973 behaalde  Oldenhuis zijn doctoraalexamen Nederlands recht aan de Rijksuniversiteit van Groningen. In 1985, toen hij daar universitair hoofddocent privaatrecht werd, promoveerde hij op het proefschrift Aansprakelijkheid voor onrechtmatige daden van anderen. Verder is hij sinds 1993 raadsheer-plaatsvervanger aan het Gerechtshof Arnhem. Oldenhuis is binnen het Nederlandse recht gespecialiseerd in huurrecht en aansprakelijkheidsrecht en geeft af en toe advies over letselschade.  
Op 1 maart 2005 werd hij benoemd tot eerste bijzonder hoogleraar Religie en Recht aan de RUG. Dit werd een nieuwe leerstoel die was gevestigd door het Groninger Universiteitsfonds. 